# Grethel Wikström
Grethel Elisabet Goel, mer känd under tidigare namnet Grethel Wikström, ogift Persson, född 10 juli 1933 i Sundsvall, Västernorrlands län, död 23 mars 2003 i Vaxholm, var en svensk lärare, sångtextförfattare och barnboksförfattare. Hon är mor till bokförläggaren och fotografen Jeppe Wikström.
Hon var dotter till järnvägstjänstemannen Artur Persson och rikstelefonisten Sonja, ogift Johansson. Fadern hade dött redan innan Grethel Wikström föddes. Hon utbildade sig till adjunkt och arbetade som lärare på gymnasium.
Wikström gav ut barnboken Klassen på vinden 1962 och är som textförfattare upphovsman till sångerna Den nyfödde Jesus och O Betlehem du lilla stad. Sångerna finns insjungna och utgivna av artister som Artur Erikson och Torgny Gustafson.
Grethel Wikström var gift första gången 1955–1979 med Jan-Erik Wikström (1932–2024) och andra gången 1979–1982 med Nawal Goel (1934–2008).
Hon är begravd på Skogskyrkogården i Stockholm.